# 闡教
闡教，中國清朝官職之一，此官職為一宗教性官職，品等為從六品。該官職配置於僧錄司，設有左右闡教兩名。位階官等職務皆沿襲自明朝。1910年代，清朝滅亡後，該官職廢除。